# Акбастау (рудник)
Акбастау (рудник) – гірничодобувне підприємство у Абайській області Казахстану, створене для розробки однойменного мідного родовища.
Розкривні роботи на родовищі почались в 2007-му, а вже наступного року звідси почали отримувати продукцію. Втім, того ж 2008-го на тлі світової економічної кризи рудник Акбастау зупинили, при цьому встигли отримати звідси лише 2 тисячі тон руди. Восени 2011-му розробка родовища відновилась.
Первісно видобуток вели відкритим способом, проте станом на 2020-й практично всі балансові запаси руди кар’єру були вилучені. В подальшому планується перехід до підземної розробки, при цьому за умови реалізації оголошених в 2023 році планів, ще потрібно відпрацювати 8 млн тон руди, а максимальна річна потужність рудника становитиме 0,6 млн тон. Вилучення руди відбуватиметься за допомогою кількох транспортних ухилів.
Руда Акбастау спрямовується на Карагайлинську збагачувальну фабрику. 
Правами на розробку родовища володіє корпорація «Казахмис».